# Gustavo di Thurn und Taxis
Gustavo Francesco Maria di Thurn und Taxis (Dresda, 22 agosto 1888 – Monaco di Baviera, 30 aprile 1919) è stato un politico tedesco.

## Biografia
Gustavo era figlio del principe Francesco di Thurn und Taxis (1852-1897) e della contessina Theresia Grimaud d'Orsay; suoi nonni paterni erano Massimiliano Carlo di Thurn und Taxis, già capo del casato principesco dei Thurn und Taxis, e Mathilde Sophie zu Oettingen-Oettingen und Oettingen-Spielberg (1816-1886). Gustavo si laureò in filosofia all'Università di Tubinga e partecipò alla prima guerra mondiale come tenente nel corpo d'armata del generale bavarese Hermann Mertz von Quirnheim.
Dopo la guerra fece parte della Società Thule, formazione conservatrice, e appoggiò coloro che volevano abbattere la repubblica bavarese, tra i quali il Gustav von Kahr, Otto von Lossow e professor Ernst Berger con il quale tenne un discorso al Liutpold-Gymansium. Quando il monarchico austriaco Anton Graf von Arco auf Valley uccise Kurt Eisner si scatenò una violenta rappresaglia popolare anti-nobiliare, durante la quale Gustavo venne assassinato a colpi di baionetta da una folla di soldati inferociti.

## Ascendenza
|                                                             |                                  |                                                             | Genitori                                             |  |  | Nonni |  |  | Bisnonni                                      |  |  | Trisnonni                                   |  |
|                                                             |                                  |                                                             |                                                      |  |  |       |  |  | Karl Alexander, V principe di Thurn und Taxis |  |  | Karl Anselm, IV principe di Thurn und Taxis |  |
|                                                             |                                  |                                                             |                                                      |  |  |       |  |  | Karl Alexander, V principe di Thurn und Taxis |  |  | Karl Anselm, IV principe di Thurn und Taxis |  |
|                                                             |                                  | duchessa Auguste Elisabeth von Württemberg                  |                                                      |  |  |       |  |  | Karl Alexander, V principe di Thurn und Taxis |  |  |                                             |  |
| Maximilian Karl, VI principe di Thurn und Taxis             |                                  |                                                             |                                                      |  |  |       |  |  | Karl Alexander, V principe di Thurn und Taxis |  |  |                                             |  |
|                                                             |                                  | granduchessa Therese zu Mecklenburg-Strelitz                | Karl II, I granduca di Meclemburgo-Strelitz          |  |  |       |  |  |                                               |  |  |                                             |  |
|                                                             |                                  | granduchessa Therese zu Mecklenburg-Strelitz                | Karl II, I granduca di Meclemburgo-Strelitz          |  |  |       |  |  |                                               |  |  |                                             |  |
|                                                             |                                  | granduchessa Therese zu Mecklenburg-Strelitz                | principessa Friederike von Hessen-Darmstadt          |  |  |       |  |  |                                               |  |  |                                             |  |
| principe Franz von Thurn und Taxis                          |                                  | granduchessa Therese zu Mecklenburg-Strelitz                |                                                      |  |  |       |  |  |                                               |  |  |                                             |  |
|                                                             |                                  | Johann Aloys III, IV principe di Oettingen-Spielberg        | Johann Aloys II, III principe di Oettingen-Spielberg |  |  |       |  |  |                                               |  |  |                                             |  |
|                                                             |                                  | Johann Aloys III, IV principe di Oettingen-Spielberg        | Johann Aloys II, III principe di Oettingen-Spielberg |  |  |       |  |  |                                               |  |  |                                             |  |
|                                                             |                                  | Johann Aloys III, IV principe di Oettingen-Spielberg        | principessa Maria Aloisia von Auersperg              |  |  |       |  |  |                                               |  |  |                                             |  |
| principe Mathilde Sophie, Prinzessin zu Oettingen-Spielberg |                                  | Johann Aloys III, IV principe di Oettingen-Spielberg        |                                                      |  |  |       |  |  |                                               |  |  |                                             |  |
|                                                             |                                  | principessa Amalia von Wrede                                | Carl Philipp, I principe di Wrede                    |  |  |       |  |  |                                               |  |  |                                             |  |
|                                                             |                                  | principessa Amalia von Wrede                                | Carl Philipp, I principe di Wrede                    |  |  |       |  |  |                                               |  |  |                                             |  |
|                                                             |                                  | principessa Amalia von Wrede                                | contessa Sophie von Wiser                            |  |  |       |  |  |                                               |  |  |                                             |  |
| principe Gustav von Thurn und Taxis                         |                                  | principessa Amalia von Wrede                                |                                                      |  |  |       |  |  |                                               |  |  |                                             |  |
|                                                             | conte Maximilian Grimaud d'Orsay | conte Pierre Grimaud d'Orsay                                |                                                      |  |  |       |  |  |                                               |  |  |                                             |  |
|                                                             | conte Maximilian Grimaud d'Orsay | conte Pierre Grimaud d'Orsay                                |                                                      |  |  |       |  |  |                                               |  |  |                                             |  |
|                                                             | conte Maximilian Grimaud d'Orsay | principessa Maria Anna zu Hohenlohe-Bartenstein             |                                                      |  |  |       |  |  |                                               |  |  |                                             |  |
| conte Emil Grimaud d'Orsay                                  | conte Maximilian Grimaud d'Orsay |                                                             |                                                      |  |  |       |  |  |                                               |  |  |                                             |  |
|                                                             |                                  | contessa Marie Dominika zu Lodron-Laterano und Castelromano | conte Girolamo Maria di Lodron-Laterano              |  |  |       |  |  |                                               |  |  |                                             |  |
|                                                             |                                  | contessa Marie Dominika zu Lodron-Laterano und Castelromano | conte Girolamo Maria di Lodron-Laterano              |  |  |       |  |  |                                               |  |  |                                             |  |
|                                                             |                                  | contessa Marie Dominika zu Lodron-Laterano und Castelromano | contessa Maria Cacilia Orsini von Rosenberg          |  |  |       |  |  |                                               |  |  |                                             |  |
| contessa Theresia Grimaud d'Orsay                           |                                  | contessa Marie Dominika zu Lodron-Laterano und Castelromano |                                                      |  |  |       |  |  |                                               |  |  |                                             |  |
|                                                             |                                  | conte Vincenz Festetics de Tolna                            | conte Ignaz Festetics de Tolna                       |  |  |       |  |  |                                               |  |  |                                             |  |
|                                                             |                                  | conte Vincenz Festetics de Tolna                            | conte Ignaz Festetics de Tolna                       |  |  |       |  |  |                                               |  |  |                                             |  |
|                                                             |                                  | conte Vincenz Festetics de Tolna                            | contessa Francisca Batthyány de Német-Ujvár          |  |  |       |  |  |                                               |  |  |                                             |  |
| contessa Felicitas Festetics de Tolna                       |                                  | conte Vincenz Festetics de Tolna                            |                                                      |  |  |       |  |  |                                               |  |  |                                             |  |
|                                                             |                                  | baronessa Franziska von Wenckheim                           | barone Franz von Wenckheim                           |  |  |       |  |  |                                               |  |  |                                             |  |
|                                                             |                                  | baronessa Franziska von Wenckheim                           | barone Franz von Wenckheim                           |  |  |       |  |  |                                               |  |  |                                             |  |
|                                                             |                                  | baronessa Franziska von Wenckheim                           | Caroline von Rosenfeld                               |  |  |       |  |  |                                               |  |  |                                             |  |
|                                                             |                                  | baronessa Franziska von Wenckheim                           |                                                      |  |  |       |  |  |                                               |  |  |                                             |  |